# Plantago bellardii
Plantago bellardii är en grobladsväxtart som beskrevs av Carlo Allioni. Enligt Catalogue of Life ingår Plantago bellardii i släktet kämpar och familjen grobladsväxter, men enligt Dyntaxa är tillhörigheten istället släktet kämpar och familjen grobladsväxter. Arten har ej påträffats i Sverige. Utöver nominatformen finns också underarten P. b. bellardii.